# مانفرد کلاین
مانفرد کلاین (انگلیسی: Manfred Klein؛ زادهٔ ۲۲ اوت ۱۹۴۷) قایقران روئینگ اهل آلمان غربی بود.